# Waldohreule
Die Waldohreule (Asio otus) ist eine nachtaktive Greifvogelart, die zu den Eigentlichen Eulen (Strigidae) gehört. Sie zählt zur Gattung der Ohreulen und ist eine der häufigsten Eulen in Mitteleuropa. Die Namensgebung geht auf die beiden Federbüschel am Kopf zurück.

## Aussehen

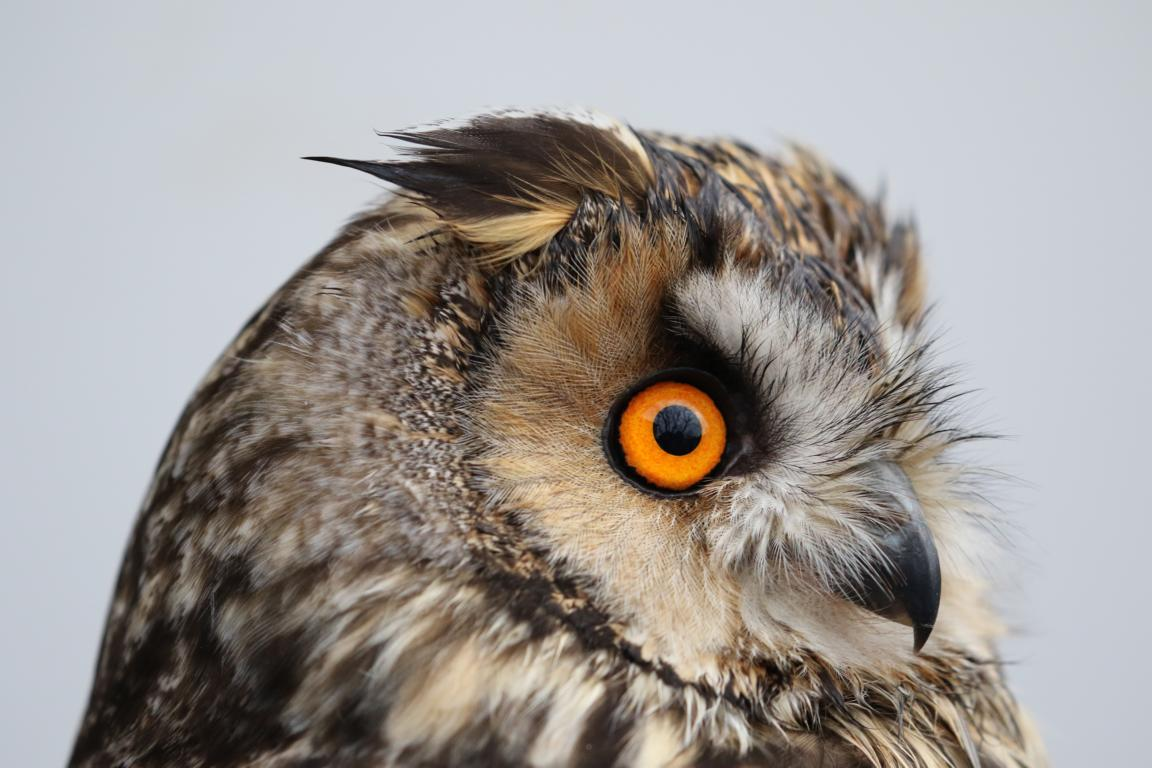
Waldohreule

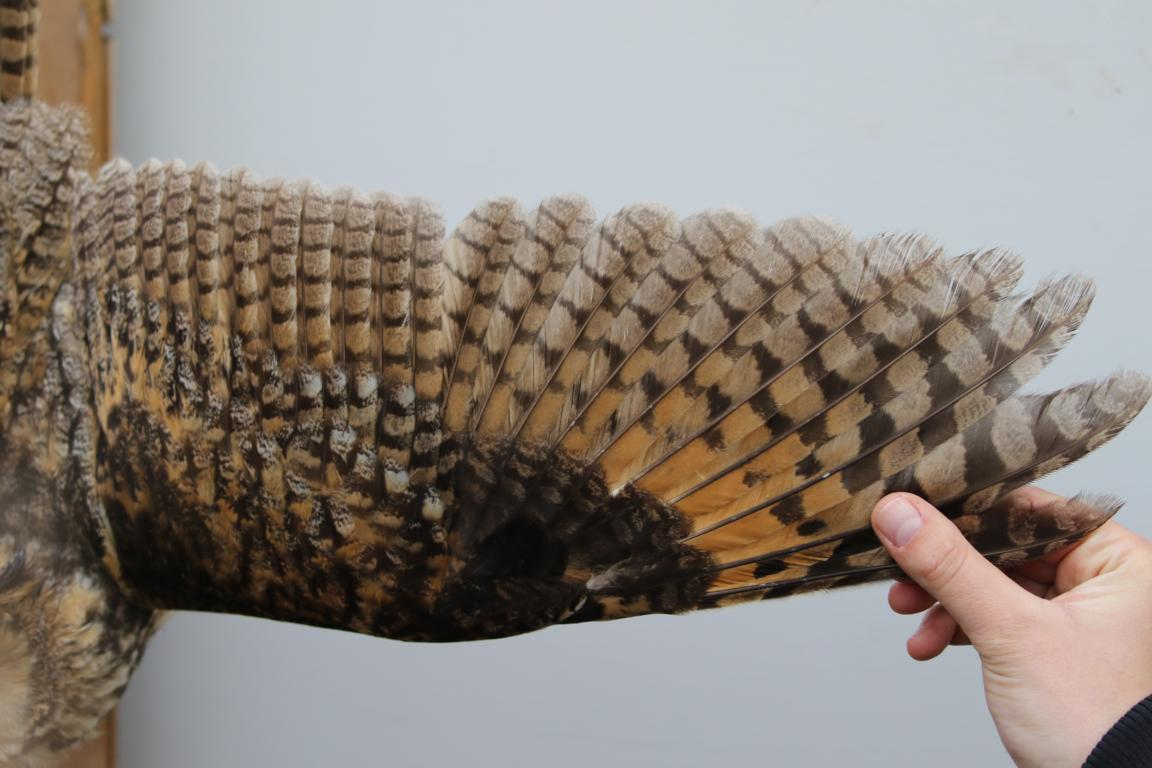
Flügel der Waldohreule

Die Waldohreule hat mit einer Körperlänge von 31 bis 37 cm und einer Flügelspannweite von 86 bis 98 cm etwa die Größe einer Schleiereule. Sie ist  wesentlich schlanker als ein Waldkauz und mit einem Gewicht von 220 bis 280 Gramm (Männchen) bzw. 250 bis 370 Gramm (Weibchen) erheblich leichter. Durch die auffallend großen Federohren und das marmorierte Gefieder, ähnelt die Waldohreule optisch dem deutlich größeren Uhu. Die Federohren haben keine Funktion im Zusammenhang mit der Hörleistung der Eule. Zur Verstärkung der Hörleistung dient vielmehr der bei der Waldohreule auffällige Gesichtsschleier, der Ähnlichkeit mit dem Schleier der Sumpfohreule aufweist.
Die Iris der Waldohreule ist leuchtend orangegelb. Das Gesicht wird durch eine auffällig hervorstehende Stirnbefiederung geteilt. Die Flügel sind relativ schmal. Das Gefieder der Waldohreule ist auf hellbraunem bis ockergelbem Grund schwarzbraun gestrichelt und gefleckt. Die Hand- und Armschwingen sind deutlich dunkel quergebändert. Allgemein überwiegen bei den Weibchen dunkle, rostbraune Farbtöne. Die Männchen sind dagegen in ihrer Grundfärbung etwas heller. Die Färbung des Gefieders dient der Tarnung; ruhende Vögel im Geäst sind kaum zu entdecken. Die Augen werden durch ein oberes und ein unteres Augenlid sowie durch eine Nickhaut, die das Auge bedecken kann, geschützt.

## Verbreitung

Verbreitungsgebiet der Waldohreule:
Brutgebiete
Ganzjähriges Vorkommen
Überwinterungsgebiete
Vorkommen (Saisonalität unsicher)

Das Verbreitungsgebiet der Waldohreule umfasst die gesamte Holarktis. Es erstreckt sich von Großbritannien und Irland quer durch Eurasien einschließlich China und der Mongolei bis nach Japan und Sachalin. Die nördliche Verbreitungsgrenze liegt in der Zone des borealen Nadelwaldes. In Afrika kommt sie im Atlasgebirge sowie in den Bergwäldern Äthiopiens vor. Sie ist außerdem auf den Azoren sowie den Kanaren beheimatet. Die Waldohreule besiedelt auch das südliche Kanada und den nördlichen und mittleren Teil der USA.

## Unterarten
Im Verbreitungsgebiet werden derzeit fünf Unterarten unterschieden:
- Asio otus otus ist die Nominatform. Sie ist in Mitteleuropa beheimatet.
- Asio otus canariensis lebt auf den Kanaren. Diese Unterart ist deutlich kleiner.
- Asio otus wilsonianus und Asio otus tuftsi sind beide in Nordamerika beheimatet.
- Asio otus abyssinicus ist in Ostafrika heimisch. Sie wird von manchen Autoren als eigenständige Eulenart angesehen.

## Lebensraum
Waldohreulen sind in ganz Europa vornehmlich in lichten Wäldern mit offenen Flächen sowie in der Nähe von Feldern mit Feldgehölzen anzutreffen. Da sie Freiflächen für die Jagd benötigen, bevorzugen Waldohreulen offenes Gelände mit niedrigem Pflanzenwuchs. Sie sind auch in Gebieten mit einem hohen Anteil an Dauergrünflächen sowie in der Nähe von Mooren zu finden. Selbst im Hochgebirge kommen sie vor, sofern dort genügend Beute vorhanden ist.
Wälder bieten der Waldohreule nur dann hinreichend Lebensraum, wenn es dort ausreichend Freiflächen für die Jagd gibt. Innere Bereiche dichter Wälder werden auch aufgrund der Konkurrenz durch den Waldkauz gemieden. Den Waldrand nutzt die Waldohreule dagegen als Ruheplatz während des Tages sowie als Brutrevier. Sie zieht dabei Nadelbäume vor, die ihr ausreichend Deckung bieten und in denen sich alte Nester von Krähen und Elstern befinden. Wo solche Waldränder fehlen, weicht sie auch in kleinere Gehölzgruppen oder Hecken aus. Die Waldohreule besiedelt auch Randbereiche von Städten, insbesondere wenn diese an landwirtschaftlich genutzte Bereiche oder halboffene Kulturlandschaften grenzen. Außerdem ist sie auf Friedhöfen sowie in Parkanlagen und Gärten anzutreffen. Beobachtungen von Fachleuten  der Berliner Ornithologischen Arbeitsgemeinschaft (siehe Weblinks) legen nahe, dass Waldohreulen zunehmend auch in städtischen Gebieten anzutreffen sind.

## Territorialverhalten

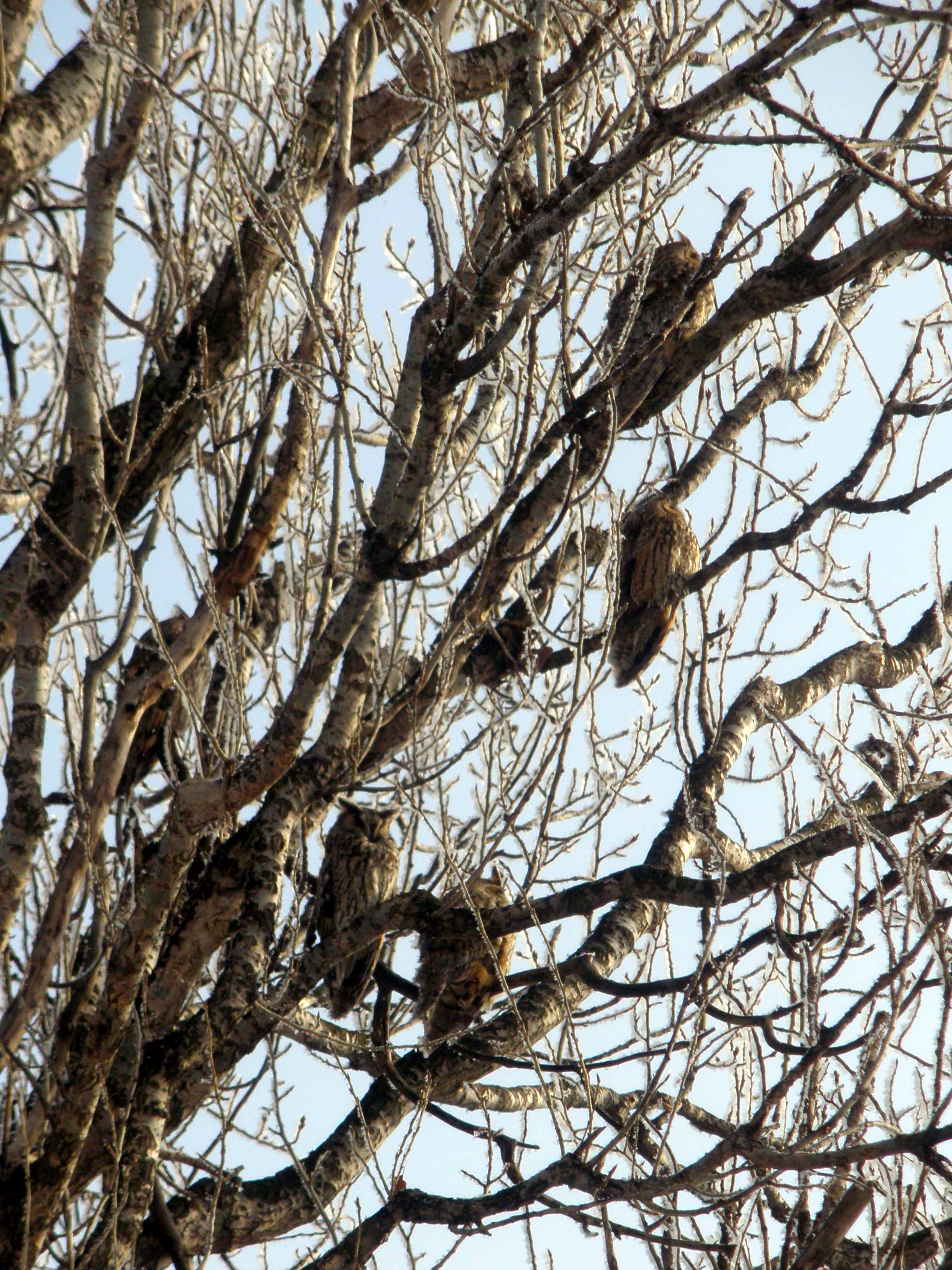
Eulen auf einem Schlafbaum in Mužlja, Serbien (2011)

Die Waldohreule zeigt nur in der Umgebung des Brutplatzes ein Territorialverhalten. Das unmittelbare Brutrevier wird durch Gesänge und durch einen Imponierflug gekennzeichnet, bei dem die Waldohreule die Flügel unter dem Körper zusammenklatscht. Bei ausreichendem Nahrungsangebot können die Brutplätze der Waldohreulen sehr nahe beieinanderliegen. Auf einer 15 Quadratkilometer großen Fläche in Schleswig-Holstein, die offenbar ideale Lebensbedingungen bot, wurden 18 Brutnester nachgewiesen.
Im Winter finden sich gelegentlich Schlafgemeinschaften von Waldohreulen zusammen, die bis zu 200 Exemplare umfassen können und bei denen die Vögel nur einen geringen Individualabstand halten. Die dabei aufgesuchten Schlafbäume werden mitunter über viele Jahre hinweg genutzt. In Einzelfällen ist die Nutzung von bestimmten Schlafbäumen seit mehr als einhundert Jahren belegt. Im Winterquartier kann es auch zum Vergesellschaften mit anderen Eulenarten, insbesondere der Sumpfohreule (Asio flammeus), kommen. Die Waldohreule zeigt dabei keine Aggressionen gegenüber anderen Arten.

## Stimme
Während der Brutzeit ruft das Männchen in sekundenkurzem Abstand ein dumpfes und monotones „huh“. Dieser Ruf wird etwa alle zwei bis acht Sekunden wiederholt. Das Weibchen antwortet auf diese Rufe in ähnlich monotoner Weise mit „üüiü“ oder „uijo“. Während der Balz lässt das Weibchen auch ein an das Betteln der Jungeulen erinnerndes „chwää“ oder „chwän“ erklingen; vom Männchen ist insbesondere bei Beuteübergaben an das Weibchen ein kräftiges „chwü“ oder „chrööj“ zu hören.
Zu den Lautäußerungen gehören auch Fauchen und Schnabelknappen, die vor allem der Feindabwehr dienen. Das Repertoire an Alarmrufen ist sehr groß – der Alarmruf, den die Eulen von sich geben, wenn man sich beispielsweise dem Horst zu sehr nähert, ist ein bellendes oder kläffendes „uäk.uäk“ sowie ein miauendes „kjiiiiauu“.
Die Ästlinge der Waldohreule, wie die Jungeulen genannt werden, die zwar bereits das Nest verlassen haben, aber noch auf die Fütterung durch die Elternteile angewiesen sind, können über Stunden während der Nacht ein lautes Fiepen erklingen lassen. Es ist so auffallend, dass bei Bestandskontrollen von Waldohreulen gelegentlich systematisch diese Rufe registriert werden.

## Jagd und Beutetiere

### Jagdweise

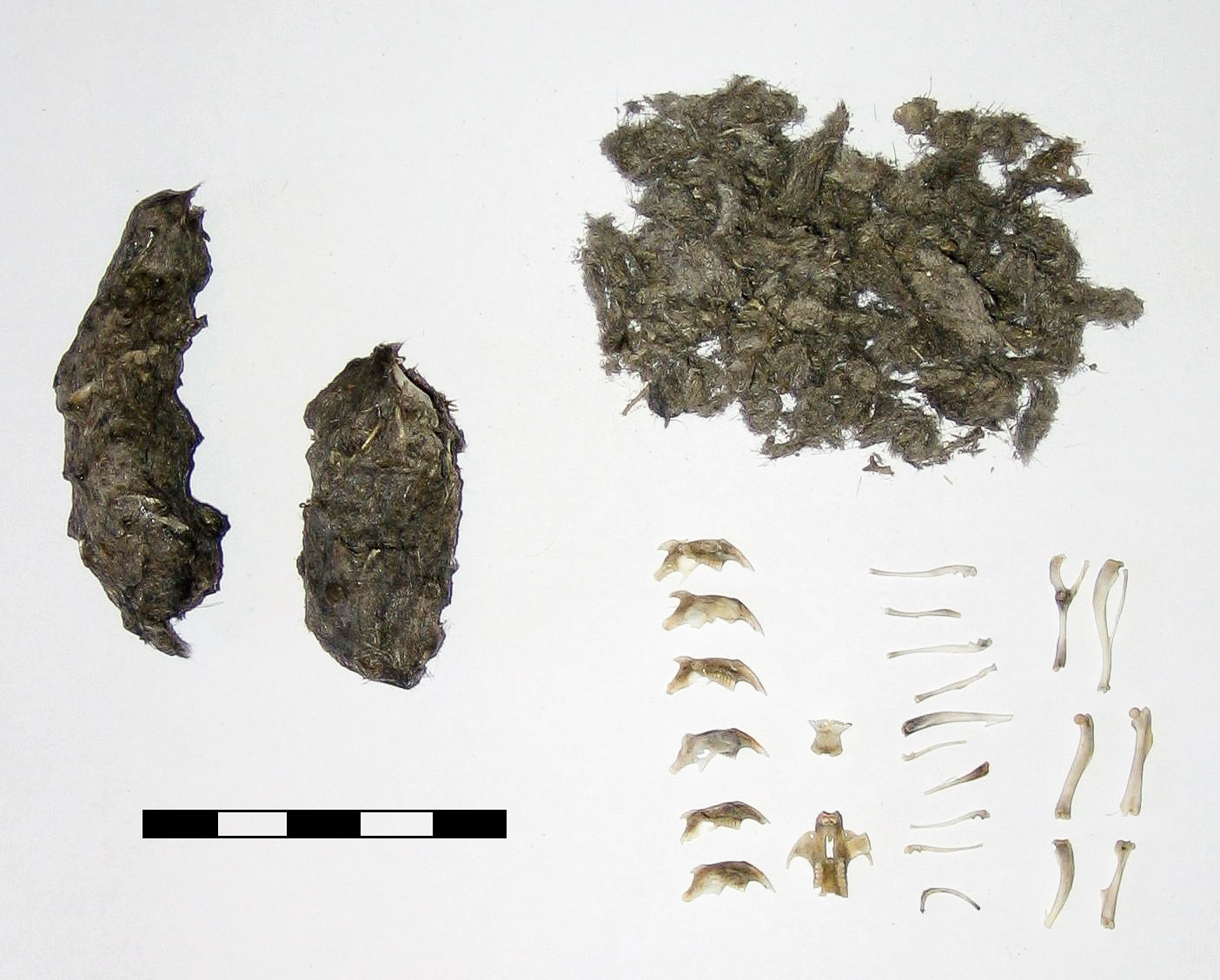
Speiballen (Gewölle) der Waldohreule und ihre Bestandteile

Die Waldohreule jagt während der Dämmerung und in der Nacht. Die Tagesstunden werden nur dann zur Jagd genutzt, wenn die Beute knapp ist (z. B. im Winter). Vor dem Jagdbeginn putzt die Waldohreule sich ausgiebig das Gefieder, jagt dann zwei bis drei Stunden und legt eine Ruhepause ein, die bis weit nach Mitternacht dauert. Anschließend jagt sie nochmals intensiv bis in die Morgendämmerung hinein. Mit diesem Aktivitätsmuster jagen die Eulen insgesamt etwa 5 bis 6 Stunden pro Tag intensiv. Der Flug ist geräuschlos. Der Suchflug erfolgt relativ dicht über dem Boden, wobei die Waldohreule ihre Beute optisch und akustisch ortet. Nimmt sie potentielle Beute wahr, verharrt sie im Rüttelflug und inspiziert die Lokalität, an der sie die Beute vermutet.
Die Ansitzjagd, bei der die Eule von einer Warte aus nach Mäusen lauscht, gehört gleichfalls zum Jagdverhalten der Waldohreule. Um Insekten zu jagen, begibt sie sich direkt auf den Boden und liest dort mit ihrem Schnabel die Wirbellosen auf. Um Maikäfer zu fangen, klettert sie geschickt durch das Geäst der Bäume.

### Beutetiere

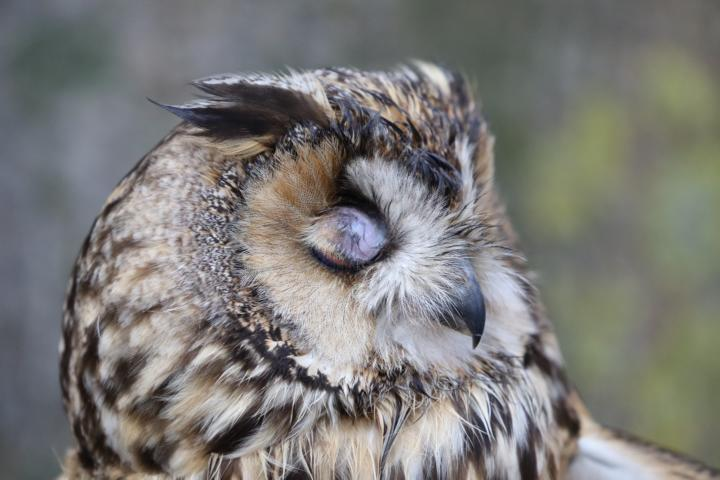
Waldohreule schließt ihr Augenlid

Die Hauptbeute der Waldohreule sind Mäuse. Im Mittelmeergebiet sind es vorwiegend Echte Mäuse, die von der Waldohreule erjagt werden. In den übrigen Teilen Europas sind es überwiegend Wühlmäuse, wobei hier die Feldmaus (Microtus arvalis) überwiegt. Auch kleinere Singvogelarten zählen zum typischen Beutespektrum. Mit am häufigsten erbeutet werden Sperlinge und Grünlinge.

## Fortpflanzung

### Paarung
Waldohreulen werden gegen Ende ihres ersten Lebensjahres fortpflanzungsfähig und leben monogam in einer sogenannten Saisonehe. Die Paare bilden sich mitunter schon unter den Vögeln einer winterlichen Schlafgemeinschaft. Typischer ist es jedoch, dass das Männchen im zeitigen Frühjahr durch Paarungsrufe versucht, ein Weibchen in sein Revier zu locken.
Zur Balz zeigt das Männchen einen Imponierflug, bei dem die weißen Flügelunterseiten signalhaft präsentiert werden und bei dem die Flügel gelegentlich unter dem Körper zusammengeklatscht werden. Dieses Flügelklatschen zeigt auch das Weibchen während der Flugbalz in der Nähe zum potentiellen Brutplatz. Zur Anpaarungsphase und zur Balz gehört auch ein intensives Rufen, wie bereits im Absatz „Stimme“ beschrieben. Diese Rufe erklingen als Wechselgesänge.
Wie bei den anderen europäischen Eulen weist auch hier das Männchen mit leisen Rufen das Weibchen auf den potentiellen Nistplatz hin. Die Waldohreule unterscheidet sich jedoch von den anderen europäischen Arten durch einen spezifischen Bewegungsablauf, der so bei keiner anderen Art zu beobachten ist:
Das Männchen lässt sich mit V-förmig steil gehobenen Flügeln zu diesem Platz gleiten, lockt mit leisen „huh“- oder „bu.bu.bu“-Silben und dreht sich in steif vorgebeugter Haltung gegen das Weibchen: die Federohren sind aufgerichtet (Bocksgesicht), die Flügel werden über Rückenniveau angehoben, letztlich „winkend“ auf- und abgeführt; die Eule streckt sich zuletzt in den Fersen zu einer merkwürdigen Buckelhaltung. Mitunter zittern auch die horizontal gehobenen Schwanzfedern. Das paarungswillige Weibchen fliegt nahe zum Männchen, mitunter auf denselben Baumstumpf, duckt sich flach nieder, hebt die Flügel schlaff an und den Schwanz auffordernd in die Horizontale. So starren sich die Partner – oft aus nächster Nähe – an. Das Männchen springt letztlich aus der „Bockshaltung“ direkt auf den Rücken des Weibchens (dabei oft noch eine Drehung um 180 Grad vollführend) und kopuliert unter langsamen Flügelschlag …. (Mebs & Scherzinger, S. 261 f.)

### Brut

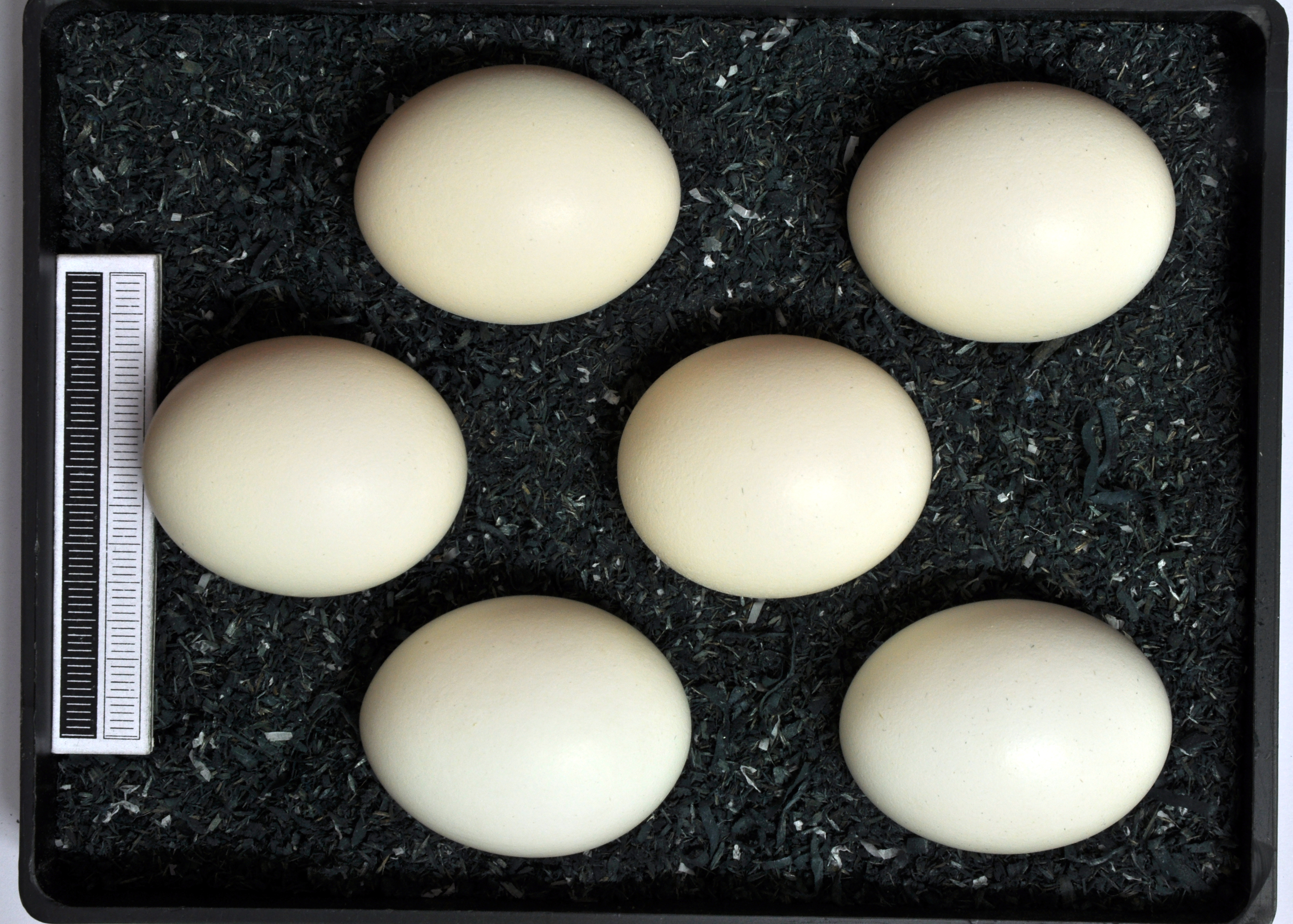
Eier (Sammlung Museum Wiesbaden)

Die Waldohreule nistet bevorzugt in verlassenen Nestern von Rabenkrähen, aber auch von Elstern und Greifvögeln, da sie selbst kein Nestmaterial eintragen können. Bei der Auswahl des Nitzplatzes bevorzugten Waldohreulen insbesondere Rabenkrähennester, die sich in Fichten  befanden.
Auch Bodenbruten und Gebäudebruten sind für die Waldohreule belegt, sie stellen jedoch eine Ausnahme dar. Noch seltener sind Bruten an Felsen. Im Jahr 2017 wurde in der Schweiz die erste Felsbrut in Europa nachgewiesen. Sonst gab es Felsbruten bisher nur in Idaho, Kasachstan und den Kanarischen Inseln.
Der Legebeginn für Waldohreulen liegt in Mitteleuropa normalerweise zwischen Ende Februar und Mitte April. Im Stadtgebiet Berlins konnten 2009 sogar bereits Ende März Ästlinge nachgewiesen werden, was allerdings eine Ausnahme darstellt.
Das Weibchen brütet bereits ab dem ersten Ei und legt mit einem durchschnittlichen Legeabstand von zwei Tagen durchschnittlich vier bis sechs Eier. Ist aufgrund einer Mäusegradation das Beuteangebot sehr reichlich vorhanden, kann das Gelege ausnahmsweise auch bis zu acht Eier umfassen. Das Weibchen verlässt während der Brutphase und während der ersten Tage der Jungeulen nur für kurze Unterbrechungen die Nistmulde. Die Küken schlüpfen nach einer Brutdauer von 27 bis 28 Tagen und werden von dem Weibchen während ihrer ersten Tage intensiv gehudert. Das Weibchen schneidet aus der vom Männchen herangebrachten Beute kleine Stückchen und füttert sie den Jungeulen unter gluckenden Fütterungslauten. Sind die Nestlinge älter als vierzehn Tage, dann hockt das Weibchen tagsüber am Nistmuldenrand oder in nächster Nähe. Sowohl Männchen als auch Weibchen beteiligen sich an der Verteidigung der Brut. Erst wenn die Jungeulen das Nest verlassen und als Ästlinge in den Baumkronen hocken, beteiligt sich das Weibchen an der Beuteversorgung.

### Die Jungeulen

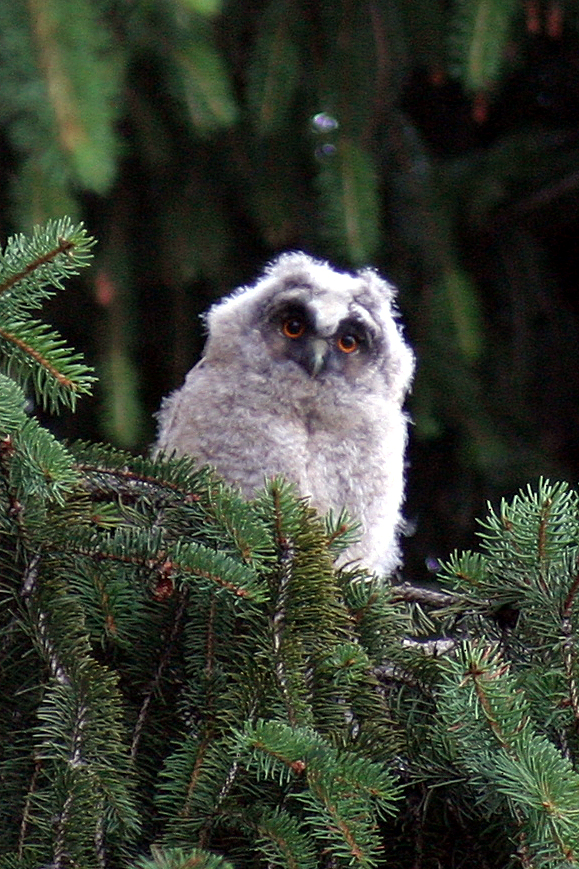
Etwa vier Wochen alte Jungeule (Ästling)

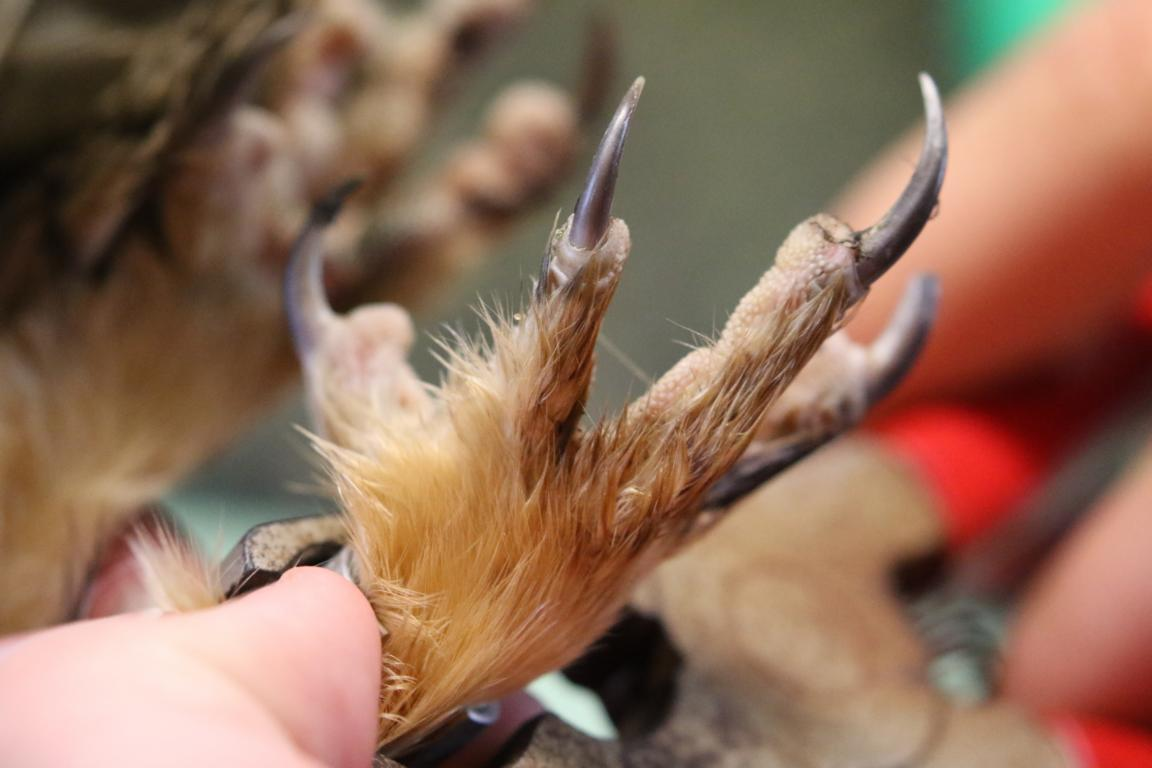
Krallen der Waldohreule

Die frisch geschlüpften Küken wiegen nur 16 Gramm; ihr feines dünnes Daunenkleid lässt jedoch bereits die später so auffälligen Federohren erkennen. Das Daunenkleid wird später durch ein hellbraunes Zwischenkleid ersetzt, bei dem die jungen Waldohreulen eine auffällige, schwarze Gesichtsmaske tragen. Die Jungeulen verlassen mitunter schon im Alter von drei Wochen die Nistmulde und klettern in die Baumkronen, wo sie in möglichst wenig einsehbarem Geäst verbleiben. Junge Waldohreulen sind geschickte Kletterer, die zum Klettern Krallen, Schnabel und Flügel einsetzen. Nach Einbruch der Dämmerung zeigen sie ihren Standort durch ein hohes „Zieeh“ an, das sie im Abstand von wenigen Sekunden wiederholen. Bereits im Alter von 10 Wochen können die Jungeulen in der Lage sein, selbständig Mäuse zu erjagen. Die Elternvögel füttern jedoch ihren Nachwuchs bis mindestens zur 11. Lebenswoche.
Selbständig gewordene Jungeulen legen auf der Suche nach neuen geeigneten Lebensräumen gelegentlich mehrere hundert Kilometer zurück. Aufgrund von Beringungsfunden konnte man nachweisen, dass Wanderungen aus mitteleuropäischem Gebiet bis nach Portugal vorkommen. Die bisher maximal belegte Wanderungsstrecke von Jungeulen beträgt 2.140 Kilometer. Typischer ist jedoch eine Wiederansiedelung in einem Radius von 50 bis 100 Kilometern um den Horst.

## Fressfeinde und Feindverhalten
Die relativ kleine Waldohreule gehört zu den Beutetieren des Uhus. Auch größere Greifvogelarten jagen hin und wieder Waldohreulen. So werden insbesondere die in den offenen Horsten brütenden Weibchen häufig durch den Mäusebussard erbeutet. Auch Marder können vor allem den jungen, noch nicht flugfähigen Küken gefährlich werden.
Der Gefährdung durch Fressfeinde versuchen Waldohreulen vor allem durch ihre Tarnung zu entgehen, die ihre Gefiederfärbung bietet. Die brütenden Weibchen, die besonders gefährdet sind, ducken sich tief in ihre Nistmulde. Waldohreulen verfügen außerdem über ein Repertoire an Drohgebärden. Ähnlich wie ein Uhu in einer ausweglosen Situation fächert auch die Waldohreule ihre Flügel zu einem Flügelrad auf und vergrößert damit optisch ihr Erscheinungsbild. Gleichzeitig faucht sie laut und knappt mit dem Schnabel. Dieses Verhalten beherrschen bereits die jungen Ästlinge. Bei akuter Gefahr klettern diese meist in höhere Bereiche der Bäume. Werden sie bis dahin weiter verfolgt, springen sie gegebenenfalls sogar zu Boden.
Menschen und Beutegreifer, die sich dem Horst zu sehr annähern, werden gelegentlich durch das so genannte Verleiten abgelenkt. Hierbei täuscht die Eule dem Angreifer eine eingeschränkte Bewegungsfähigkeit vor, indem sie ihre Flügel schlaff herabhängen lässt. Dieses Verleiten geht so weit, dass sie sich unter lauten Alarmrufen flügelschlagend von einem Ast herabtrudeln lässt, um den potentiellen Angreifer vom Nest abzulenken.

## Zugverhalten
Asio otus ist in der Regel ein Teilzieher: Waldohreulen, die normalerweise im nordöstlichen Verbreitungsgebiet des europäischen Kontinents leben, ziehen während des Winterhalbjahrs in Richtung Südwesten. Um den Winter besser zu überstehen, halten sich die Vögel bevorzugt im Umfeld von größeren Städten und Ortschaften auf. Hier findet sich auch in der kalten Jahreszeit noch genügend Nahrung. Waldohreulen, die in klimatisch begünstigten Regionen leben, verlassen ihr angestammtes Gebiet im Winter nicht.

## Lebenserwartung
Von den Jungeulen eines Jahres übersteht nur jede zweite ihr erstes Lebensjahr. In freier Natur lässt sich bisher aufgrund von Beringungsfunden ein Höchstalter von 28 Jahren nachweisen.

## Bestandsentwicklung
Der Bestand an Waldohreulen ist vor allem vom Nahrungsangebot, bzw. von der Kleinsäugerdichte abhängig. Haben die Mäuse (z. B. durch den Einsatz von Pestiziden) nur geringe Zuwachsraten, kommt es im Waldohreulenbestand zu erheblichen Schwankungen. Der Gesamtbestand wurde noch im Jahr 2003 vom IUCN auf etwa 120.000 Tiere geschätzt. Hochrechnungen, die auf neueren europäischen Zahlen beruhen, belaufen sich aber inzwischen auf 1,5 bis 5 Millionen Exemplare. Für Österreich und die Schweiz schätzt man, dass rund 2500 bis 3000 Brutpaare dort ihren Lebensraum haben, für Deutschland geht man von einem Bestand von 25.000 bis 41.000 Brutpaaren aus, der weitestgehend  stabil ist.
Anthropogene Faktoren, wie die intensivere Nutzung landwirtschaftlicher Flächen, insbesondere die Umwandlung von Grünland und die Beseitigung von Hecken und Feldrainen sind weitere Faktoren für einen Bestandsrückgang. Ähnlich wie bei anderen mitteleuropäischen Eulenarten ist die wichtigste Schutzmaßnahme der Erhalt von strukturreichen, naturnahen Landschaften.
Insgesamt wird die Waldohreule von der IUCN als „nicht gefährdet“ („least concern“) eingestuft.
Noch nicht hinreichend untersucht ist die Frage, ob die Waldohreule in einigen ihrer Lebensräume durch den Waldkauz verdrängt werden kann. Untersuchungen in den Niederlanden zeigen, dass der Bestand der Waldohreulen zurückgeht, wenn die Anzahl der im Gebiet vorhandenen Waldkäuze ansteigt. Hierbei spielen sicherlich auch die Nahrungs- und die Brutplatzkonkurrenz eine Rolle.

## Bilder

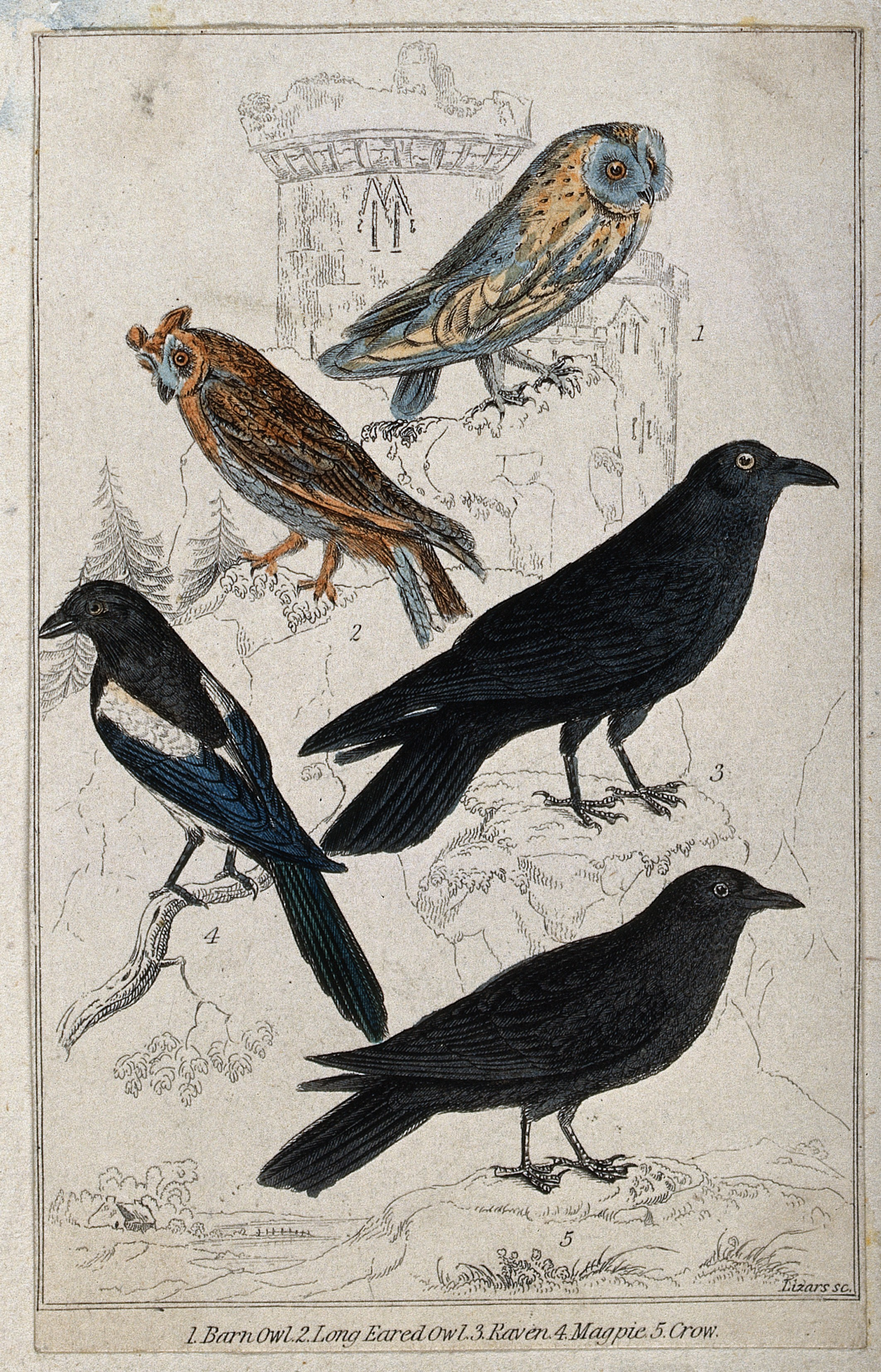
Waldohreule im Größenvergleich mit Schleiereule, Elster, Rabe und Krähe
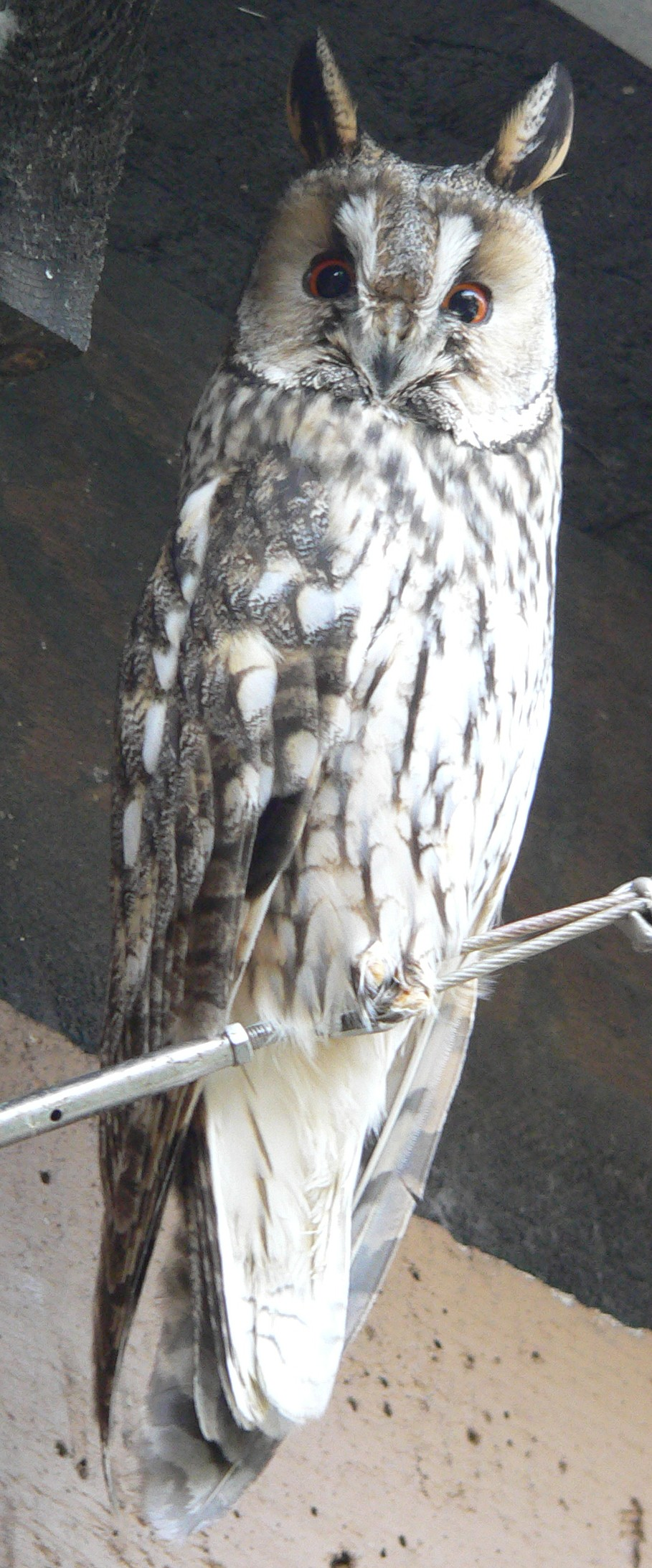
Waldohreule mit heller Gefiederfärbung in typischer „Pfahlstellung“
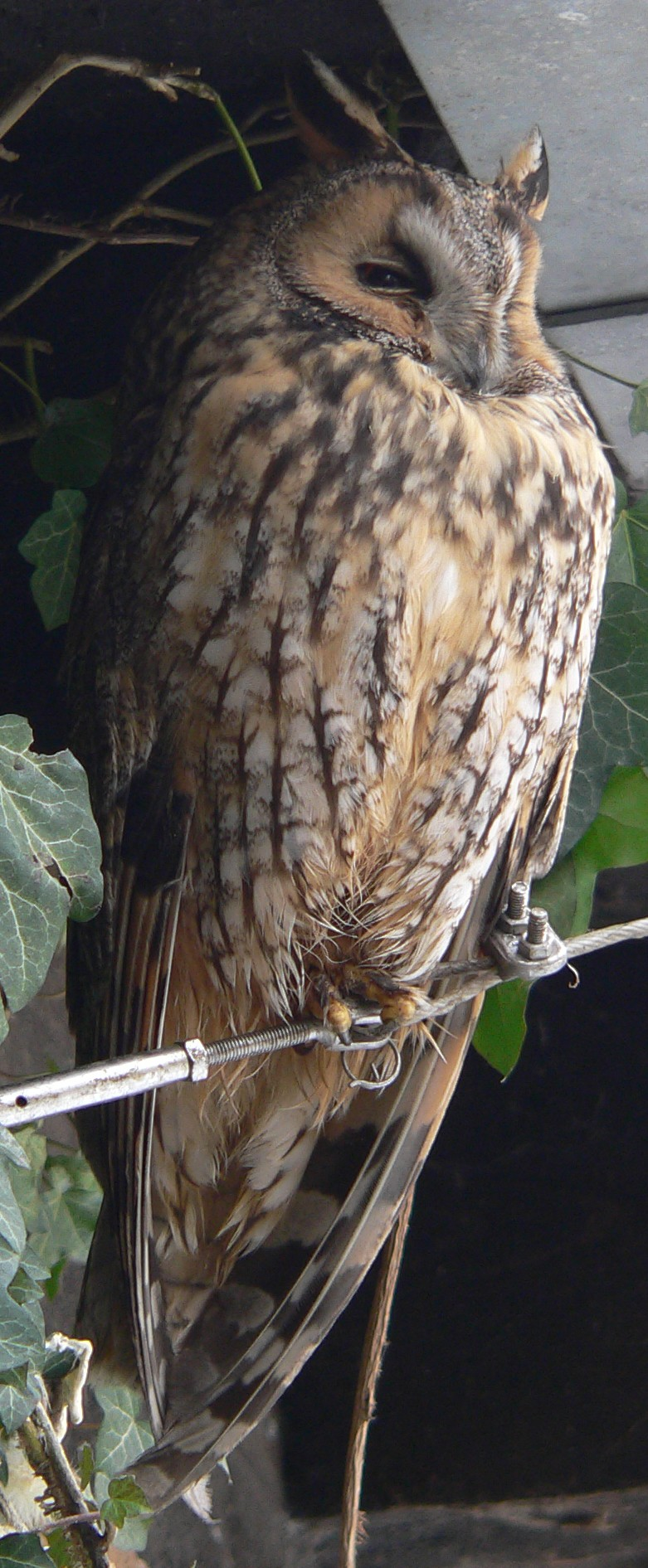
Mit halb geschlossenen Augen und gesenkten Federohren dösende Waldohreule, dunklere Gefiederfärbung
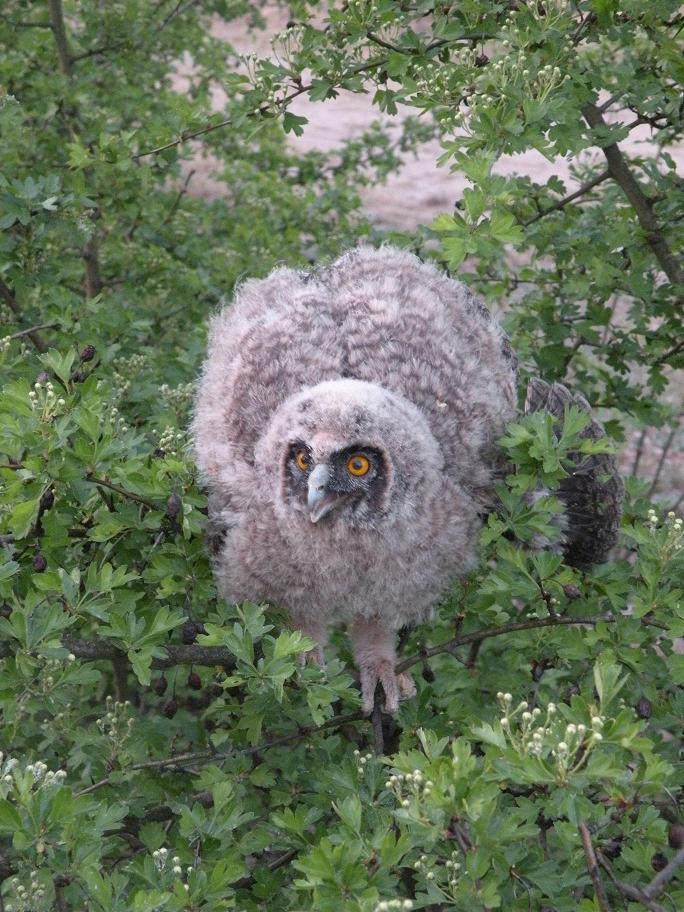
Jungtier im Geäst eines Weißdorns
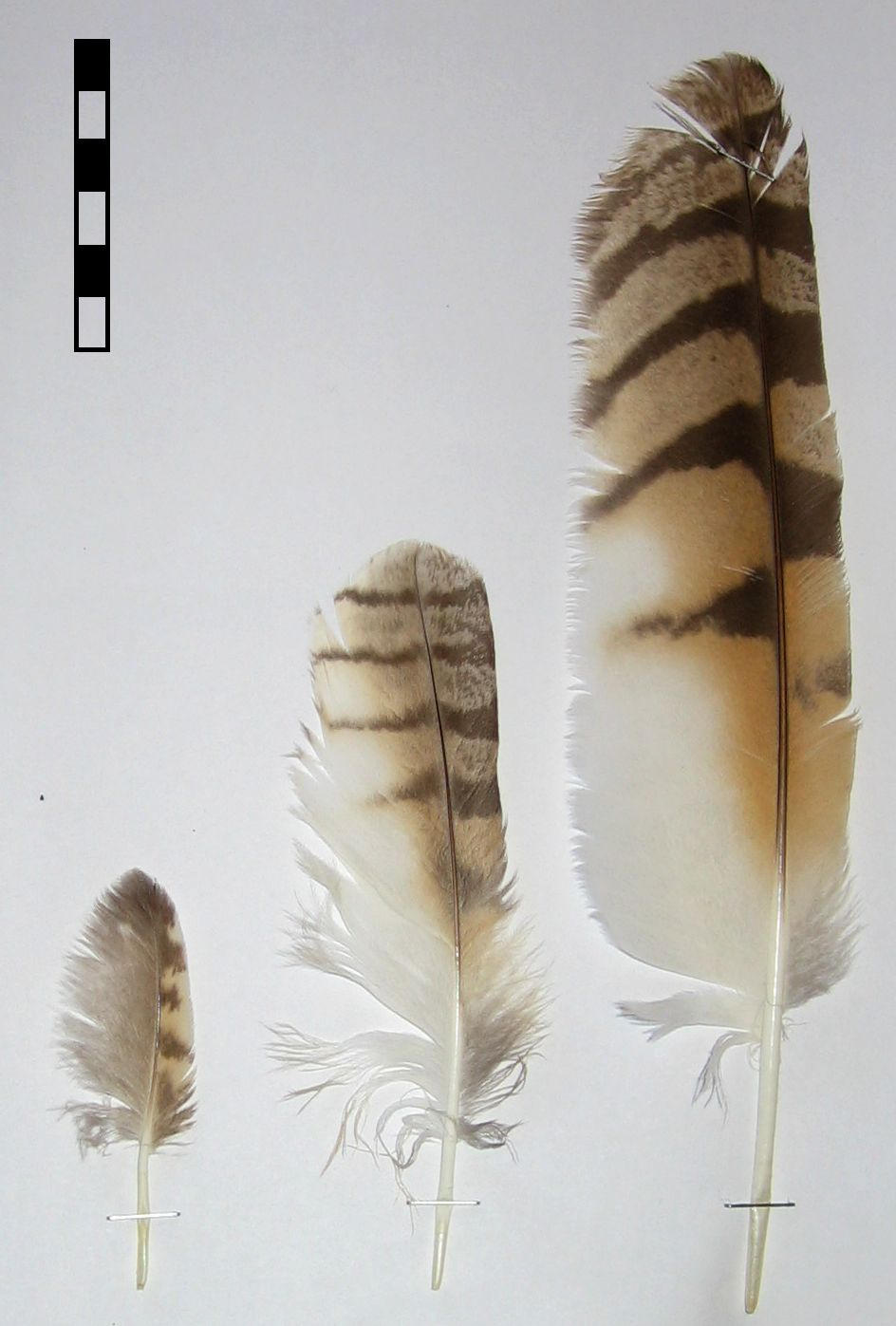
Federn der Waldohreule
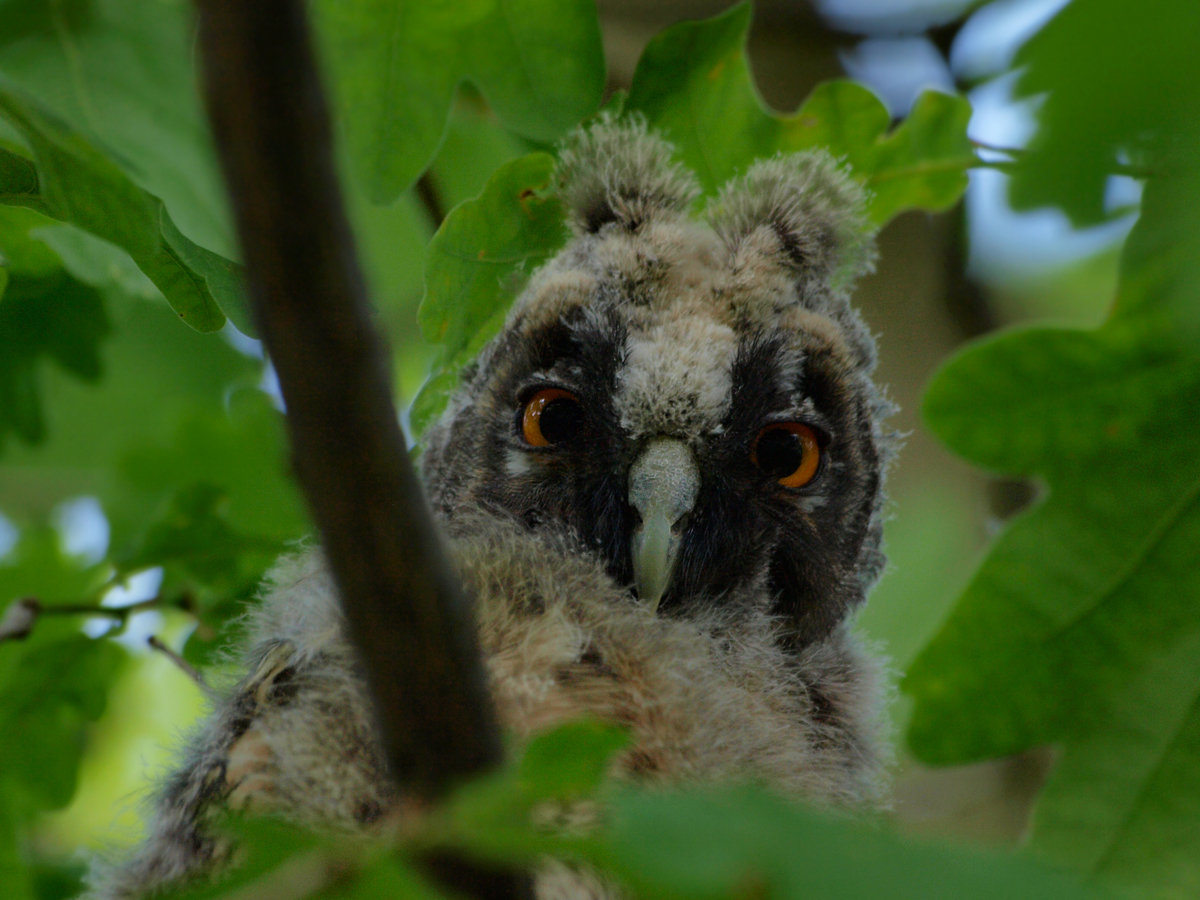
Junge Waldohreule
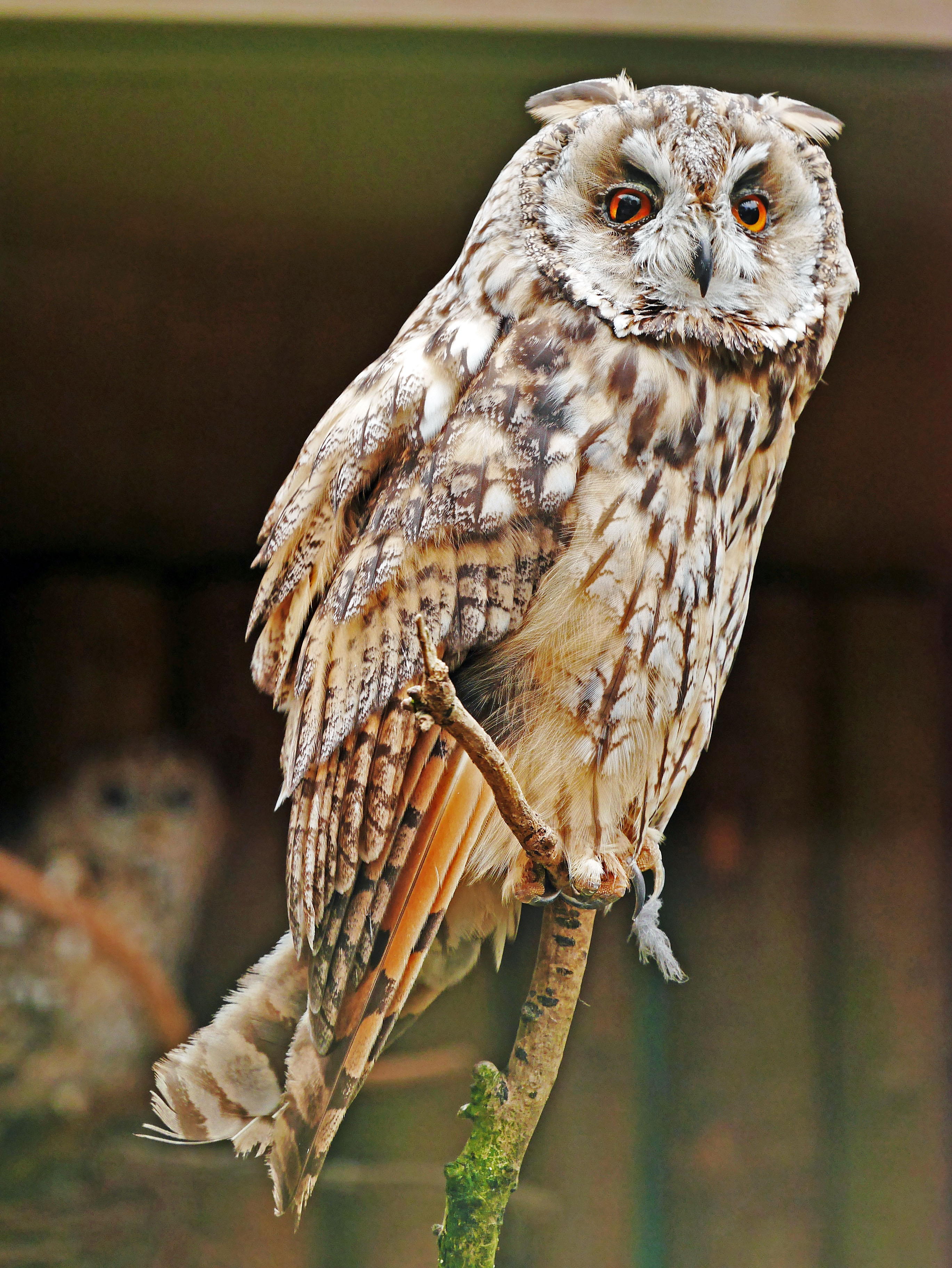
Waldohreule im Wildpark Lüneburger Heide
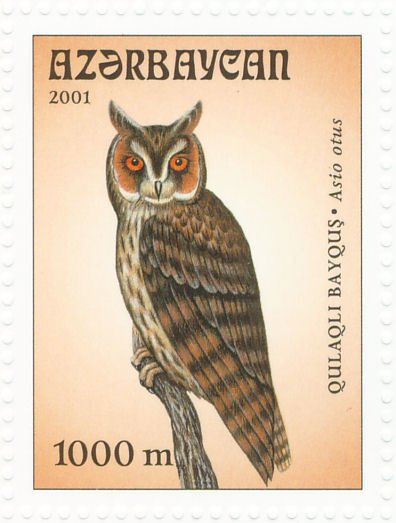
Waldohreule als Motiv einer Briefmarke aus Aserbaidschan